# Німфейський договір (1214)
Німфейський договір, Перший Німфейський договір (грец. Συνθήκη του Νυμφαίου) — перший мирний договір між Латинською імперією хрестоносців та Нікейською імперією, правонаступницею Візантії. Укладений у місті Німфей (нині Кемальпаша, Туреччина) у грудні 1214.

## Значення
Тимчасово завершив період тривалих прикордонно-партизанських воєн між візантійцями та хрестоносцями в Малій Азії, під час яких хрестоносці намагалися просунутися вглиб нікейського терену у бік Пергама та Німфея. Латинську імперію представляв Генріх I Фландрський, Нікейську — Феодор I Ласкаріс.
Обидві сторони за договором змушені були офіційно визнати існування одна одної як повноцінних держав, а також узаконити права на території, які вони вже контролювали. Хрестоносці таким чином змогли утримати землі на північному заході Малої Азії (Віфінія та Мізія (малоазійська)). З іншого боку, вони відмовилися підтримати Трапезундських монархів, що суперничали з нікейським імператором, який зміг анексувати чорноморське узбережжя на захід від Синопу з містами Гераклея і Амастрида, зосередивши свої зусилля на стримуванні османської експансії, що дався нікейцям.
Дія Першого Німфейського договору тривала до 1224, коли баланс сил знову було порушено нікейським імператором. За Піманіона греки вщент розбили хрестоносців і позбавили їх усіх малоазійських володінь за винятком півострова Нікомедія.